# Heliocypha angusta
Heliocypha angusta – gatunek ważki z rodziny Chlorocyphidae. Występuje na Sumatrze i sąsiednich wyspach.